# Second Best (película)
Second Best es una película rodada en 1994, dirigida por Chris Menges, conocido director de fotografía en películas como Los gritos del silencio, La misión o The Boxer. Se trata de una película en la que se muestra la complejidad y las diversas caras de la adopción.

## Argumento
James es un niño que ha pasado buena parte de su vida en un orfanato, después de que su madre se suicidara y su padre fuera llevado a prisión. 
Graham es un hombre de 42 años que dirige un puesto de correos en un pueblecito. Tras la muerte de su madre, ha de hacerse cargo de su padre anciano, que no se recupera del golpe.
Graham no ha conseguido casarse, debido a diversos avatares de la vida, pero quiere tener familia, y decide adoptar. Pronto se dará cuenta de que la cosa no es tan sencilla. Aun así, persevera en su propósito.
La vida en común de Graham y James estará llena de obstáculos, y tendrán que aprender a afrontar juntos las dificultades en una vida que no les ha puesto las cosas sencillas.
Un día, el padre de James escribe una carta. Ha salido de prisión y quiere recuperar a su hijo. Está enfermo de SIDA. Se presentará en la oficina de Graham, y éste decide hacerse cargo de él.
- Datos: Q6123116